# Adrien Ruelle
Pour les articles homonymes, voir Ruelle (homonymie).
Adrien Ruelle (1815-1887), est un ingénieur en chef des ponts et chaussées et directeur de la construction à la compagnie du PLM. Il est entre autres le créateur de l'« étoile » ferroviaire de Veynes. 

## Biographie
Louis Antoine Adrien Ruelle, dit Adrien, est né le 19 juin 1815 à Gap dans le département des Hautes-Alpes. Ses parents sont Antoine Ruelle, percepteur, et Julie Jordan, dont le père est apothicaire, ils se sont mariés en 1812 et la fraterie est composée de trois enfants. À l'issue de sa scolarité il intègre l'École polytechnique, promotion 1834, puis l'École nationale des ponts et chaussées.
En 1838, il commence sa carrière d'ingénieur des ponts et chaussées par une affectation dans le département du Cantal où son premier chantier est le percement du tunnel routier du Lioran. Les premiers coups de pioches ont lieu le 10 mai 1839 des deux côtés, les équipes se rejoignent le 23 novembre 1843, les travaux vont encore se poursuivre plusieurs années. En 1846, Adrien Ruelle est nommé chevalier de la Légion d'Honneur par le roi Louis-Philippe Ier, avant la mise en service du tunnel le 18 novembre 1847. Ses 1 414 mètres de long en font le premier tunnel de plus de 1 000 mètres ouvert en France.
En 1848, il est affecté au service de la construction, de la Compagnie du chemin de fer de Paris à Lyon (PL), qui après sa faillite a été nationalisée cette même année. Sans doute détaché de son administration, il reste dans ce service après la création en 1852, de la deuxième compagnie du même nom, puis lorsqu'elle devient, après fusion en 1857, la Compagnie des chemins de fer de Paris à Lyon et à la Méditerranée (PLM).
Au début des années 1860 il réalise la ligne de chemin de fer de Mouchard à Pontarlier et à la frontière suisse (ouverte en décembre 1862), avec l'ingénieur Raison, sous la direction de l'ingénieur en chef Paul-Romain Chaperon.
Il meurt subitement le 25 octobre 1887, ou le 26, à Paris,. Ses obsèques sont célébrées à l'église Saint-Louis d'Antin. Son inhumation a lieu au cimetière de Montmartre.

Sujet Louis Antoine Adrien Ruelle
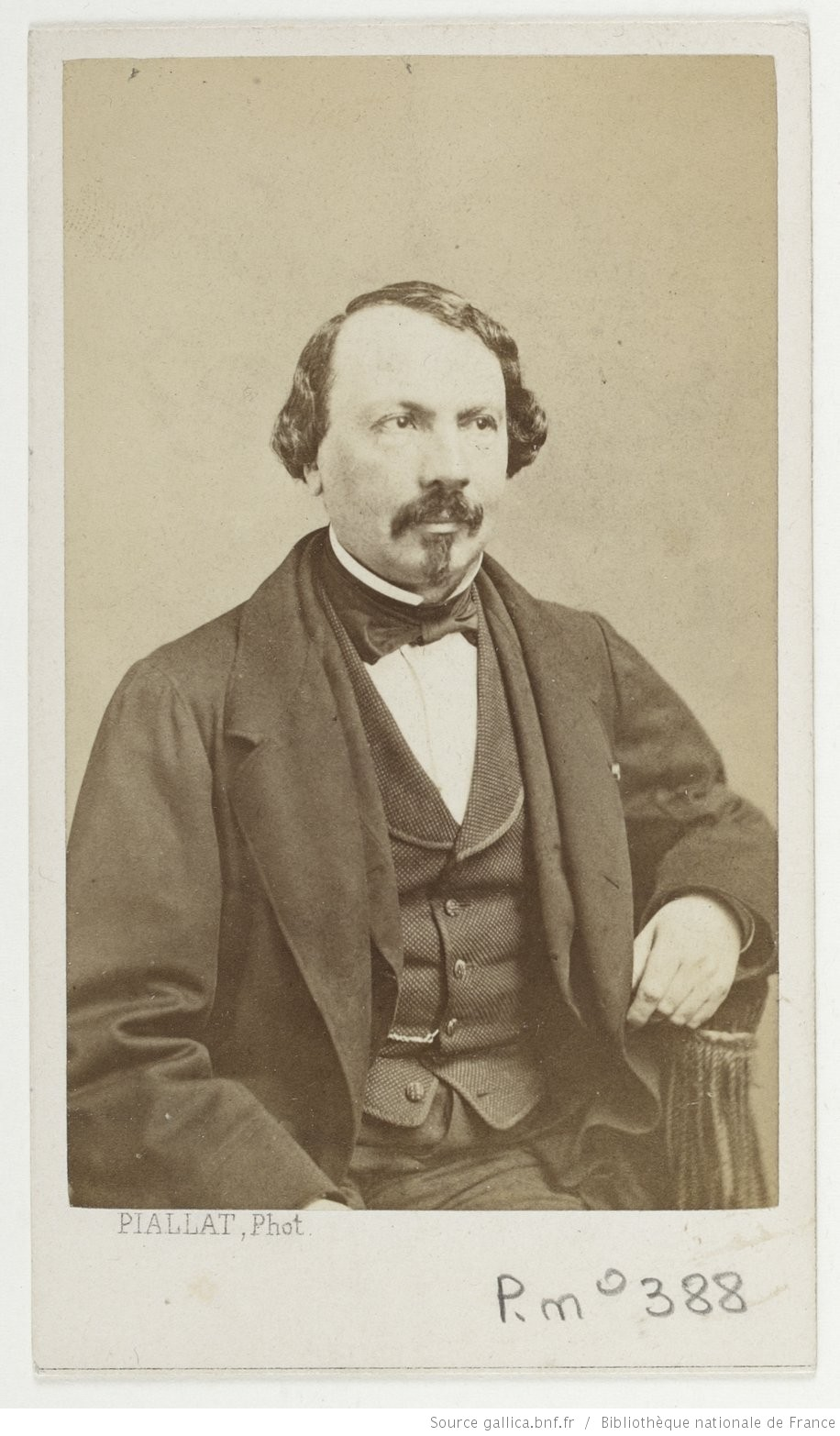
Par Jules Beau.
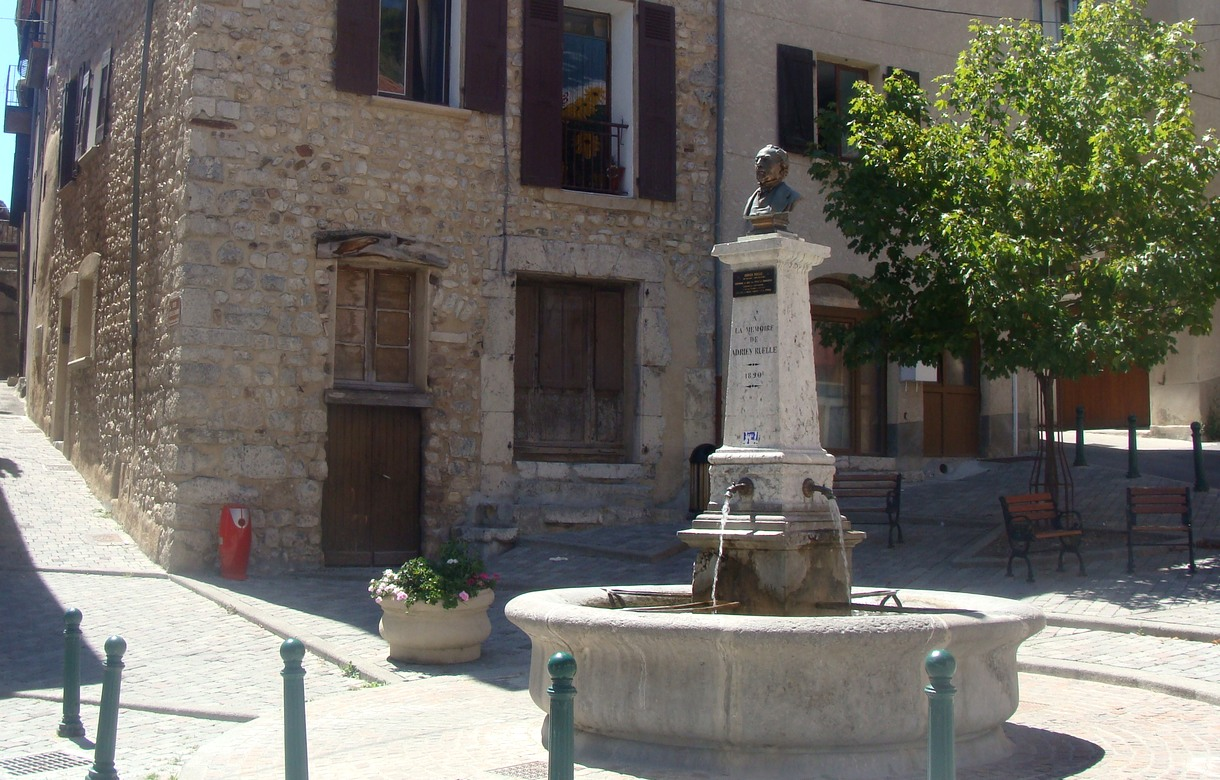
Fontaine et buste à Veynes.

## Distinctions
- Chevalier de la Légion d'Honneur : nomination le 26 avril 1846[7].
- Officier de la Légion d'Honneur : décret du 14 août 1861[2].

## Hommages
- Sa statue domine la fontaine de la place qui porte son nom[12].

## Publications
- « Mémoire sur les travaux de percement du Lioran (31 janvier 1846) », Annales des ponts et chaussées, t. XII, no 151,‎ 1846, p. 1-126 (lire en ligne, consulté le 17 octobre 2016).
- « Mémoire sur les dépenses de construction, d'administration et d'exploitation du chemin de fer Franco-Suisse (19 juin 1865) », Annales des ponts et chaussées, t. X, no 111,‎ 1865, p. 109-198 (lire en ligne, consulté le 17 octobre 2016).
- Chemins de fer à bon marché (Mémoire), Paris, Veuve CH. Dunod, 1868.